# Maqama
Maqama (Arabă: مقامة; pl. maqamat, مقامات) este un gen specific literaturii arabe, preluat ulterior și de alte literaturi orientale.
O Maqama este o formă de proză rimată si ritmată (sag”), cu scurte pasaje în versuri, formă care presupune o mare virtuozitate stilistică. Povestea se  petrece într-un cadru fix: întâlnirea dintre un învățat rătăcitor și un fals cerșetor, personaje care sunt mereu aceleași, care se iau la întrecere în jocuri de cuvinte și rime rare, povestind diferite isprăvi la care au participat. Sensul cuvântului  maqama pornește de la verbul qama, „a sta”, „a se ridica în picioare”, cu înțelesul originar de "adunare a tribului, ulterior de "cuvântare în fața unui audiforiu sau al unui deținător al puterii" , în context însemnând "a participa la o discuție literară luând cuvântul". 
Maqamat-ele sunt mai importante prin formă (stil) decât prin conținut; acesta se repetă adeseori - uneori chiar și la același autor - preluând clișee.
Cei doi exponenți clasici  mai cunoscuți ai genului au fost Badi' al-Zaman al-Hamadhani (967-1007) și  Abū Muhammad al-Qāsim al-Harīrī  (1054-1122).. Acești autori sunt mai  cunoscuți  în Europa deoarece  au fost traduși,  cu măiestrie literară, de orientaliști celebri  din secolul al  XIX-lea, între care orientalistul francez Sylvestre de Sacy.

## Traduceri în limba română
- Al-Hamadhani/Al-Hariri, Șezători arabe (30 de maqamat), antologare, traducere, studiu introductiv, note și comentarii de Grete Tartler, Editura Univers, 1981eidibg
- Al-Hamadhani/Al-Hariri, in  Tartler Grete,  Intelepciunea araba. De la preislam la hispanoarabi. Editia a III-a revazuta si adaugita. Polirom, Iasi, 2014..
- Umor și satiră în literatura arabă clasică, antologie de Grete Tartler, Polirom 2017  Conține 20 de maqamat-e de al-Hamadhani și al-Hariri.  http://www.polirom.ro/web/polirom/carti/-/carte/6348 Arhivat în 17 aprilie 2017, la Wayback Machine.

## Bibliografie

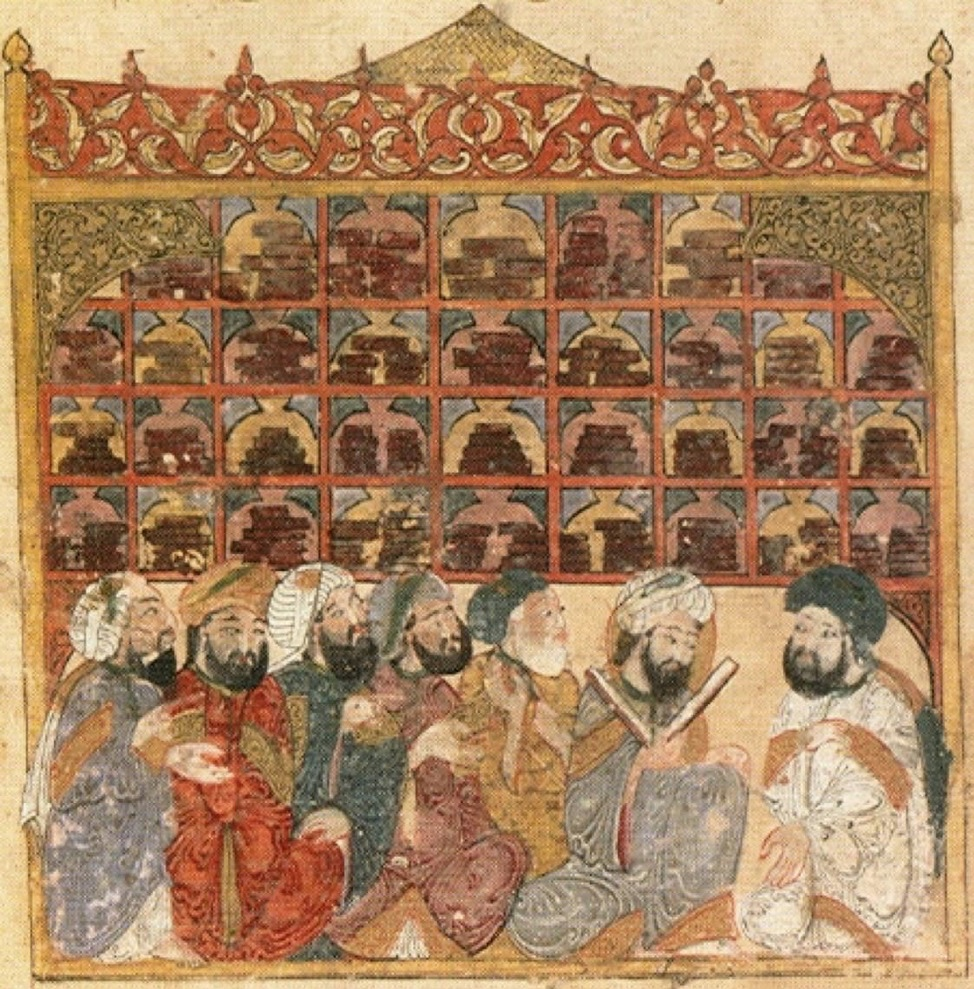
Ilustrație de Yahya ibn al-Wasiti la o maqama de al-Hariri (sec. 13)